# Loxoblemmus magnatus
Loxoblemmus magnatus is een rechtvleugelig insect uit de familie krekels (Gryllidae). De wetenschappelijke naam van deze soort is voor het eerst geldig gepubliceerd in 1985 door Matsuura.